# Bács Emese
Bács Emese (Brassó, 1978.) magyar festőművész.

## Élete és munkássága
1994–1996 között a Brassói Művészeti Líceum grafika szakára járt. 1997 óta él és alkot Budapesten. 1998 és 2004 között a Magyar Képzőművészeti Egyetem hallgatója volt. Mesterei Gaál József és Maurer Dóra voltak.
2001-től tagja a Magyar Rézkarcoló és Litográfus Művészek Egyesületének, 2003-tól a MAMŰ és a Fiatal Képzőművészek Stúdiójának, 2004-től az MAOE tagja. 
2001-től az Erasmus-program keretében Olaszországban végzett tanulmányokat.
2004-ben szerzett diplomát az MKE festő és vizuális nevelő szakán. 
Jellegzetes stílusát, munkamódszerét a társadalom perifériáján élő emberek (hajléktalanok, koldusok) ábrázolása, rekonstruálása adja, amelynek során eldobott tárgyakat is felhasznál. Igyekszik reflektálni korunk bizonyos szellemi, lelki anomáliáira, a fogyasztói társadalom fokozódó elidegenedettségére, atomizálódására, a mindent átható technikai fetisizmusra.
A tárgyi hulladékok újrahasznosítása révén, a ragasztott, festett elemek kombinációjával groteszk, hulladékokból álló emberi figurákat (szobrokat) hoz létre.

## Egyéni kiállítások
- 2020. Metro(polisz), Bertha Bulcsu Művelődési Központ, Balatongyörök
- 2019. Pályám, Óbudai Kulturális Központ, San Marco Galéria, Budapest
- 2018. Akvarellben utazom, RAM, Budapest; Képzeletbeli utazás, Halköz Galéria, Debrecen
- 2017. A VÁROSBAN, MAMŰ, Budapest
- 2016. (TÉR)KÉPEK, ADELINE Galéria, Budapest; Egy turista Budapesten, Vasary Képtár, Kaposvár
- 2013. Ericsson Galéria, Budapest
- 2012. Ember a városban, Magyar Kulturális Központ, Bukarest; Structus, Kogart Galéria, Budapest; Maszkok, San Marco Galéria, Budapest
- 2011. Városi Művészeti Múzeum, Váczy Péter Gyűjtemény, Magyar Ispita, Győr
- 2008. Grafikák és kisplasztikák, Újlipótvárosi Klub Galéria, Budapest
- 2006. Pillanatképek, Collegium Hungaricum, Bécs
- 2005. Pécsi Kisgaléria, Pécs
- 2003. Godot Galéria/ Ericsson Galéria, Budapest
- 2002. Csehmese, Godot Galéria, Budapest
- 2000. Nyár, Sala de Arta Victoria, Brassó

## Elismerései
- 2020. Egymásra lépni tilos! alkotói pályázat II. díj, Budapest Esély Nonprofit Kft.
- 2019. Gigacsiga szoborpályázat I. díj, Művészetek Völgye- és a MANK közös pályázata
- 2018. Nap mint nap Óbuda képzőművészeti pályázat, Óbudai Múzeum különdíja
- 2017. Otthon a hazában, Drót szerkesztőség alkotói pályázatának képzőművészeti különdíja
- 2016. Szeretlek Budapest, Simon’s Gallery III. díja
- 2015. XX. Országos Portré Biennálé, bronz diploma, Láthatatlan munka, fődíj
- 2014. Ozon Zöld 2014. díja, XXI. Magyar tájak, Országos Tájkép Biennálé, arany diploma
- 2013. 75 éves a 13. kerület, képzőművészeti kategória, I. díj
- 2006. Kisgrafika Biennálé, KISGRAFIKA 2006 díja
- 2005. Fővárosi Önkormányzat- Budapest Galéria ösztöndíja- Bécs
- 2004. Barcsay-díj, Gruber Béla díj